# Ahmed Awad (calciatore)
Ahmed Awad Mohammad (1º giugno 1992) è un calciatore svedese naturalizzato palestinese, centrocampista o attaccante del Police Tero.

## Carriera

### Club
Ha giocato nella massima serie svedese con le maglie di Dalkurd ed Östersund.

### Nazionale
Ha giocato nella nazionale svedese Under-19.
Tra il 2016 ed il 2018 ha segnato una rete in 4 presenze con la nazionale palestinese.

## Statistiche

### Cronologia presenze e reti in nazionale
| Cronologia completa delle presenze e delle reti in nazionale ― Palestina | Cronologia completa delle presenze e delle reti in nazionale ― Palestina | Cronologia completa delle presenze e delle reti in nazionale ― Palestina | Cronologia completa delle presenze e delle reti in nazionale ― Palestina | Cronologia completa delle presenze e delle reti in nazionale ― Palestina | Cronologia completa delle presenze e delle reti in nazionale ― Palestina | Cronologia completa delle presenze e delle reti in nazionale ― Palestina | Cronologia completa delle presenze e delle reti in nazionale ― Palestina |
| Data                                                                     | Città                                                                    | In casa                                                                  | Risultato                                                                | Ospiti                                                                   | Competizione                                                             | Reti                                                                     | Note                                                                     |
| ------------------------------------------------------------------------ | ------------------------------------------------------------------------ | ------------------------------------------------------------------------ | ------------------------------------------------------------------------ | ------------------------------------------------------------------------ | ------------------------------------------------------------------------ | ------------------------------------------------------------------------ | ------------------------------------------------------------------------ |
| 29-3-2016                                                                | Hebron                                                                   | Palestina                                                                | 7 – 0                                                                    | Timor Est                                                                | Qual. Mondiali 2018                                                      | 1                                                                        | 51’                                                                      |
| 10-11-2016                                                               | Beirut                                                                   | Libano                                                                   | 1 – 1                                                                    | Palestina                                                                | Amichevole                                                               | -                                                                        | 80’                                                                      |
| 14-11-2017                                                               | Al-Ram                                                                   | Palestina                                                                | 8 – 1                                                                    | Maldive                                                                  | Qual. Coppa d'Asia 2019                                                  | -                                                                        | 67’                                                                      |
| 22-3-2018                                                                | Riffa                                                                    | Bahrein                                                                  | 0 – 0                                                                    | Palestina                                                                | Amichevole                                                               | -                                                                        | 59’                                                                      |
| Totale                                                                   |                                                                          | Presenze                                                                 | 4                                                                        |                                                                          | Reti                                                                     | 1                                                                        |                                                                          |

## Palmarès

### Club

#### Competizioni nazionali
- Division 1: 1

Dalkurd: 2015 (Norra)

### Individuale
- Capocannoniere dell'Ettan: 1

2024 (17 reti)